# Ilario Canacci

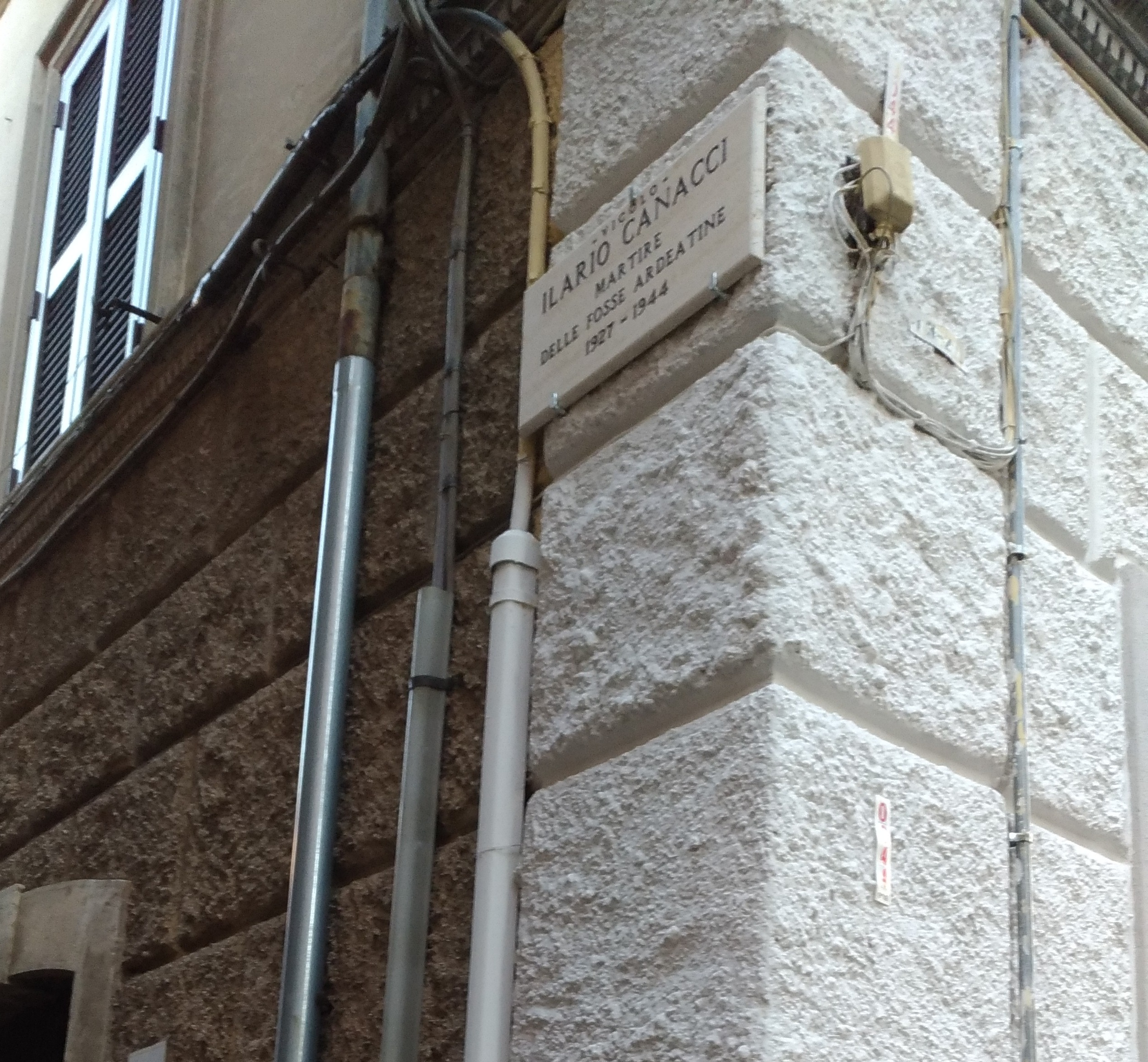
Vicolo dedicato a Ilario Canacci ad Alatri

Ilario Canacci (Roma, 12 febbraio 1927 – Roma, 24 marzo 1944) è stato un partigiano italiano, a 17 anni fu una delle più giovani vittime dell'eccidio delle Fosse Ardeatine.

## Biografia
Nato da Rina Canacci e da Antonio La Bruna, il padre naturale che non lo riconobbe mai, Ilario ancora bambino fu affidato alla famiglia di Arduino Veloccia ed Ersilia Calabrese ad Alatri che lo allevarono con amore mantenendo regolari rapporti con la famiglia a Roma fino all'età di 14 anni, quando venne a mancare l'assistenza dell'Opera nazionale maternità e infanzia (Omni) perché nel frattempo anche la sorella Anna Maria era stata affidata ad una famiglia di Frosinone.

### La borgata Gordiani
La sorella ricorda: «Eravamo sei fratelli senza padre, Ilario, a 17 anni era il capofamiglia e ci manteneva tutti, compresa mia madre. Faceva il fornaretto alla borgata Gordiani.» Andava in giro, con la bicicletta, a portare il pane. Poi trovò un posto in centro all'Hotel Pace Elvezia. «Aveva imparato a portare tanti bicchieri su un cabaret, con una mano sola. Ne andava orgoglioso». La borgata Gordiani situata a Roma nei pressi dei quartieri popolari, oggi semiperiferici, di Centocelle e Torpignattara, era così chiamata dalla strada dello stesso nome (via dei Gordiani), che l'attraversava e che congiungeva, come ancora oggi, la via Casilina alla via Prenestina.
All'epoca in cui si svolsero i fatti della breve vita di Ilario Canacci era divenuta un centro di raccolta che ancora nel dopoguerra dava riparo in baracche fatiscenti a quel sottoproletariato che Pier Paolo Pasolini descriveva nei suoi romanzi. Approssimandosi la caduta del fascismo la borgata era a grande maggioranza schierata con il Partito Comunista ed era divenuta una sorta di zona franca dove non osavano entrare né la polizia, che anzi in alcuni casi collaborava con i resistenti, né i tedeschi.

### L'arresto
I gruppi di partigiani che agivano nella zona appartenevano, come testimonia Rosario Bentivegna, uno degli esecutori di Via Rasella, al Movimento Comunista d'Italia-Bandiera Rossa a cui era stato affidato il compito dal Comitato di Liberazione Nazionale (Cln), di compiere azioni di guerra nella periferia romana. Il gruppo di Ilario Canacci operava infatti compiendo azioni di sabotaggio nel vicino aeroporto di Centocelle presidiato dai tedeschi. Fu qui che durante un rastrellamento dopo un bombardamento fu arrestato il 20 marzo 1944 Ilario Canacci che fu preso, insieme a Valerio Fiorentini, Carlo Lucchetti e Otello Valerani, tutti e tre morti con lui alle Fosse Ardeatine. Secondo la sorella di Canacci, Ilario fu preso perché durante la retata si attardò per aiutare Valerani che era zoppo. Rinchiuso con i compagni nel carcere di Regina Coeli, Canacci rimase per un anno in attesa di essere giudicato da un tribunale militare.

### La fucilazione

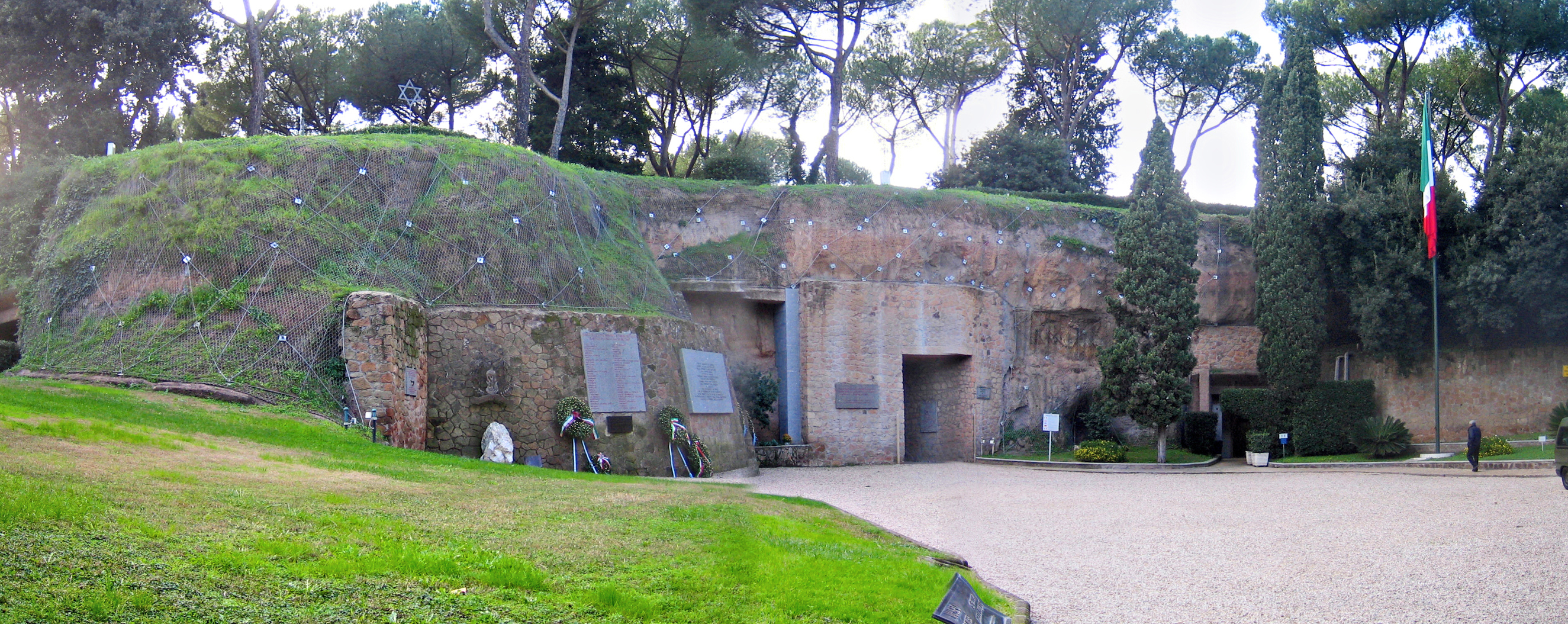
Entrata alle fosse Ardeatine

Il 23 marzo 1944, avvenuto l'attentato di Via Rasella, il comando militare tedesco di Herbert Kappler su ordine diretto di Hitler, predispose una rappresaglia. Nella scelta delle vittime, furono privilegiati criteri di connessione con la resistenza militare monarchica e i partigiani, e di appartenenza alla religione ebraica, e se in un primo tempo si tese ad escludere persone rastrellate al momento e/o detenuti comuni, successivamente, per raggiungere il numero di vittime volute, un certo numero di ostaggi fu poi costituito da reclusi condannati (o in attesa di processo) per delitti di natura non politica. Costoro furono prelevati, insieme a militari, membri attivi della resistenza e ad altri antifascisti, dal carcere romano di Regina Coeli, dove erano tenuti prigionieri e tra questi Ilario Canacci.

### La rivelazione postuma sullo scambio d'identità con il partigiano Mario Sbardella
Uno dei protagonisti della rappresaglia fu Erich Priebke, capitano delle SS che partecipò alla pianificazione e alla realizzazione della strage avvenuta alle Fosse Ardeatine neppure 24 ore dopo l'attentato. Priebke fuggito all'estero dopo la fine della guerra, fu successivamente riconosciuto e istradato in Italia dove venne da un tribunale processato e condannato all'ergastolo per tutti i 355 morti della strage. Fu in occasione del processo che la sorella di Ilario, di sentimenti fortemente religiosi, si impietosì del capitano Priebke e decise di offrirgli il perdono cristiano assistendolo e aiutandolo a sopportare i danni della vecchiaia avanzata e gli inconvenienti degli arresti domiciliari decisi per la tarda età dai giudici. Dalle confidenze di Priebke Anna Maria Canacci seppe che il fratello «Ilario, al terzo braccio del carcere di Regina Coeli, fu scambiato per il capo partigiano Mario Sbardella. Per questo finì nella lista della rappresaglia».